# Asplenium oldhami
Asplenium oldhami là một loài thực vật có mạch trong họ Aspleniaceae. Loài này được Hance miêu tả khoa học đầu tiên năm 1866.